# Old Fort
Old Fort és una població dels Estats Units a l'estat de Carolina del Nord. Segons el cens del 2008 tenia 959 habitants.

## Demografia
Segons el cens del 2000, Old Fort tenia 963 habitants, 441 habitatges i 269 famílies. La densitat de població era de 297,5 habitants per km².
Dels 441 habitatges en un 25,9% hi vivien nens de menys de 18 anys, en un 37,9% hi vivien parelles casades, en un 14,5% dones solteres, i en un 39% no eren unitats familiars. En el 35,8% dels habitatges hi vivien persones soles el 16,1% de les quals corresponia a persones de 65 anys o més que vivien soles. El nombre mitjà de persones vivint en cada habitatge era de 2,18 i el nombre mitjà de persones que vivien en cada família era de 2,76.
Per edats la població es repartia de la següent manera: un 23,3% tenia menys de 18 anys, un 6,1% entre 18 i 24, un 27% entre 25 i 44, un 23,6% de 45 a 60 i un 20% 65 anys o més.
L'edat mediana era de 40 anys. Per cada 100 dones de 18 o més anys hi havia 87,1 homes.
La renda mediana per habitatge era de 25.000 $ i la renda mediana per família de 28.854 $. Els homes tenien una renda mediana de 25.347 $ mentre que les dones 21.058 $. La renda per capita de la població era de 20.782 $. Entorn del 8,7% de les famílies i el 17% de la població estaven per davall del llindar de pobresa.

## Poblacions properes
El següent diagrama mostra les poblacions més properes.